# Bruno Spengler
Bruno Spengler, född 23 augusti 1983 i Schiltigheim, är en kanadensisk professionell racerförare och fabriksförare för BMW Motorsport i bland annat DTM.
Han har tidigare även kört för Mercedes-Benz. Spengler slutade tvåa i mästerskapet 2006 och 2007 och vann mästerskapet 2012.